# حیات وحش مراکش

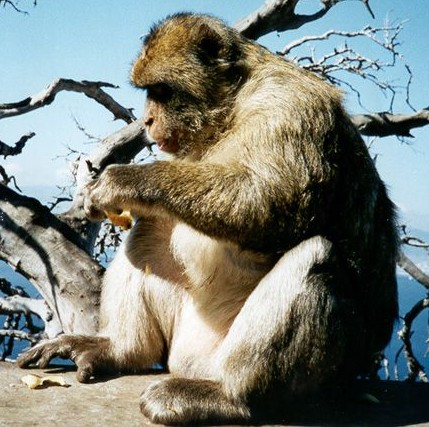
میمون بربری

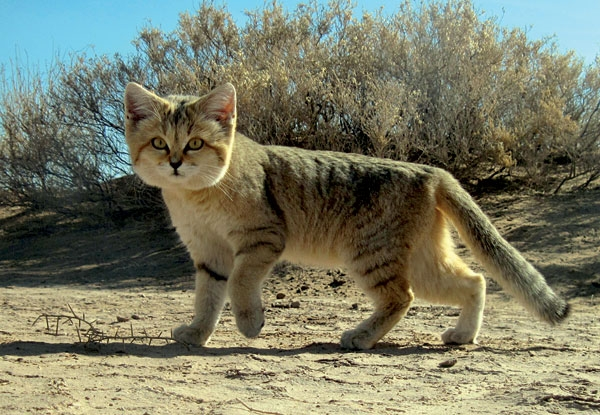
گربه‌های شنی در نواحی بیابانی مراکش زندگی می‌کنند.

حیات وحش مراکش متشکل از گیاگان و زیاگان این کشور است. مراکش دارای طیف گسترده‌ای از زمین‌ها و انواع اقلیم و به همین ترتیب تنوع زیادی از گیاهان و جانوران است.

## زیاگان
یکی از شناخته‌شده‌ترین پستانداران مراکش میمون بربری است؛ تنها میمونی در آفریقا که در شمال صحرا یافت می‌شود. تعداد آن‌ها در مراکش به علت کم شدن زیستگاهشان به‌واسطه بریدن درختان، ستردن محصولات و چرای بی‌رویه رو به کاهش است.
دیگر پستانداران بزرگ شامل آهوی کوویه و گراز هستند اما فراوان نیستند. گوشتخواران شامل روباه صحرا، راسوی کوچک، قاقم دورنگ راه‌راه صحرا، خدنگ مصری، کفتار راه‌راه و فک راهب مدیترانه هستند. گربه‌های وحشی شامل کاراکال و گربه شنی هستند.
مراکش غنی از خزندگان است و بیش از نود گونه از آن‌ها در آنجا به ثبت رسیده است که مارهای کوچک، سوسمار دیواری ایبری و قورباغه نگارین معمولی را شامل می‌شوند.